# Філіпп Олькус
Філіпп Олькус (нім. Philipp Olkus; 1 червня 1891 — 24 січня 1982) — німецький архітектор, який спроектував кілька церков.

## Біографія

### Військова служба
Під час Першої світової війни Олькус був лейтенантом запасу у Вюртембергському ландштурмовому піхотному полку №13. В 1939 році він був призваний на службу та призначений командиром 5-го будівельно-ремонтного батальйону у Швебіш-Гмюнді. Олькус повернувся з американського полону в 1946 році.

### Будівлі

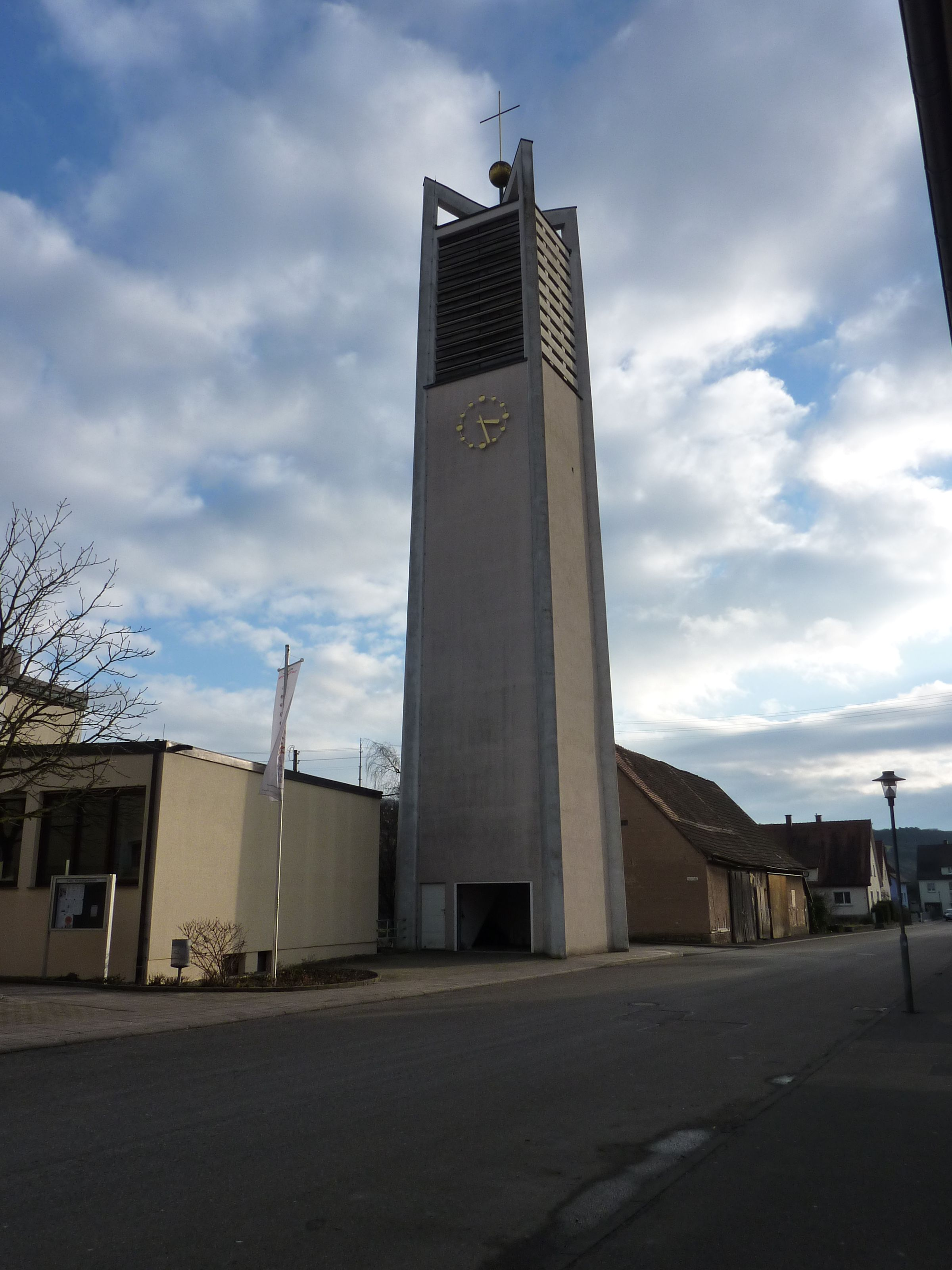
Вежа церкви Дорогоцінної Крові у Вайкерсгаймі.

У 1923 році було закладено фундамент церкви Святого Іоанна у Фелльбасі, спроектованої Олькусом. Будівля вважалася лише запасним храмом, але призначалася розміщувати щонайменше 400 віруючих. Восени 1923 року його освятив єпископ Йоганнес Баптіста Шпролль. 2 березня 1944 року церква сильно постраждала внаслідок авіанальоту, проте в 1948 році була відновлеа. Зал церкви був розширений і отримав два бічні бокові вівтарі. Крім того, хоровий зал та поперечна вежа були збудовані лише у повоєнний час. У 1958 році відкрився громадський центр Святого Франциска, який, як і реконструкція церкви Святого Іоанна, був запланований Олькусом.
В 1926 року було куплено його конкурсний проект нової будівлі районної лікарні у Вайблінгені, що він створив разом із Карлом Гаугом з Фелльбаха.
На початку 1950-х років Олкус спроектував церкву Святого Антонія у Вайблінгені.
Церква Святого Андрія у Вайнштадт-Ендерсбасі датується 1954 роком. Спочатку «інтер'єр церкви відрізнявся врівноваженими просторовими пропорціями і ретельним освітленням» і справляв «урочисте враження, попри всю свою строгість».
У 1958/59 роках за планами Олькуса було побудовано церкву Святого Кіліана в Маркельсгаймі.
Консольний дах церкви Святого Серця в Роммельсгаузені, побудований 1959 року, викликав підозри у відповідальних за будівництво і був посилений ними з власної ініціативи.
Церква Марії Королеви в Швебіш-Гмюнді була збудована у 1960 році. Ця церква була 200-м новим церковним будинком у Роттенбурзькій єпархії після Другої світової війни.
У 1961/1962 року за проектом Олькуса у Вайкерсгаймі було збудовано католицька церква Дорогоцінної Крові.
Олькус спроектував католицьку парафіяльну церкву Богоматері в Енінгені спільно з архітектором Ройтлінгена Бернгардом Кольдіцем. Вона була відкрита в 1963 році.
Окрім священних споруд, Олькус планував і світські споруди. Двоповерховий житловий будинок був побудований для Якоба Штерна в 1929 році на ділянці за адресою Esslinger Straße 2 у Фелльбасі.

## Нагороди
- Залізний хрест 2-го і 1-го класу[14]

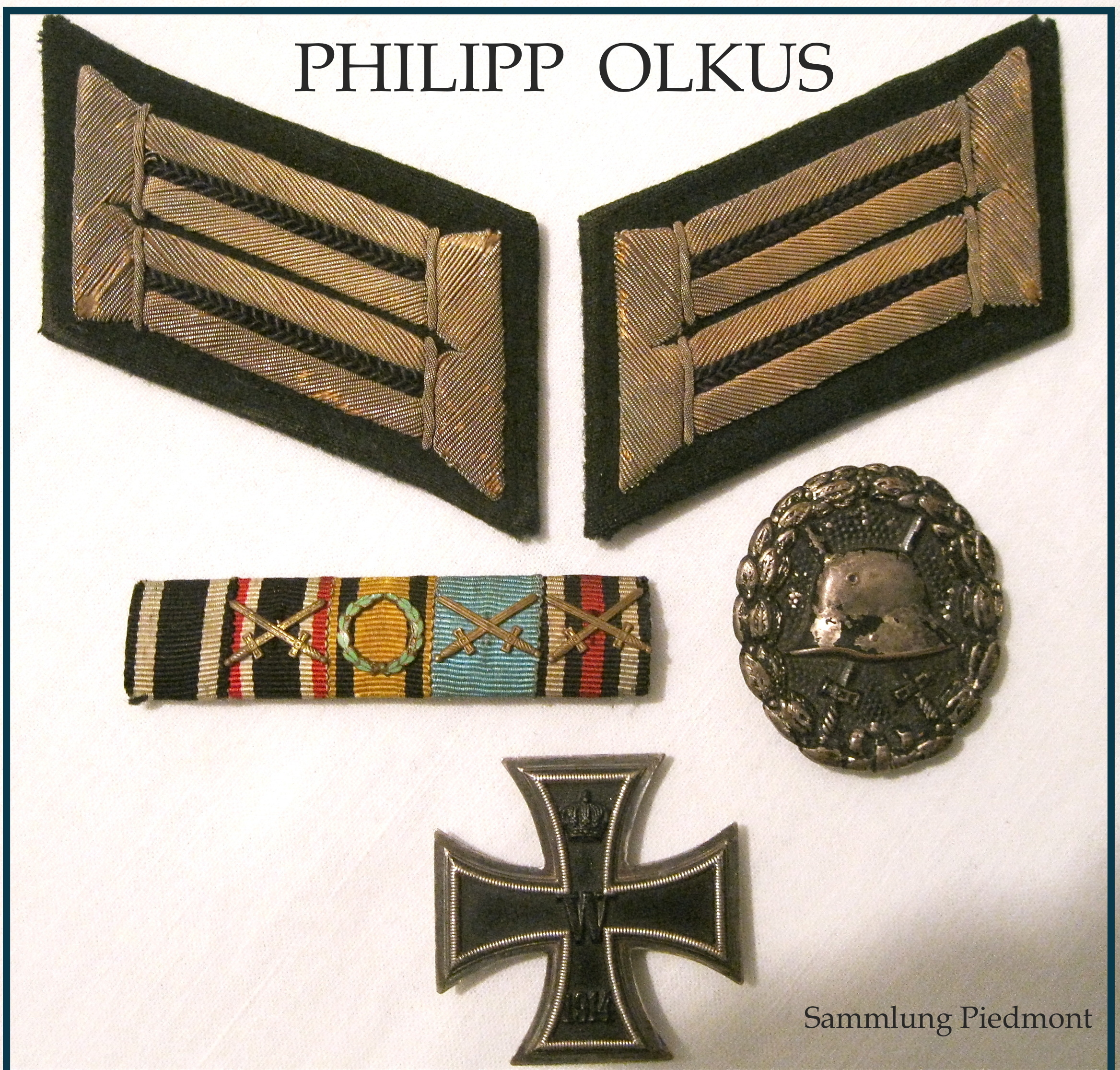
Петлиці і нагороди Олькуса.

- Орден Фрідріха (Вюртемберг), лицарський хрест 2-го класу з мечами[14]
- Орден «За військові заслуги» (Вюртемберг), лицарський хрест (13 квітня 1917)[14]
- Нагрудний знак «За поранення» в чорному
- Почесний хрест ветерана війни з мечами
- Хрест Воєнних заслуг 2-го класу з мечами